# Municipio de Clifton (condado de Traverse)
El municipio de Clifton (en inglés: Clifton Township) es un municipio ubicado en el condado de Traverse en el estado estadounidense de Minnesota. En el año 2010 tenía una población de 75 habitantes y una densidad poblacional de 0,76 personas por km².

## Geografía
El municipio de Clifton se encuentra ubicado en las coordenadas 45°48′10″N 96°19′13″O / 45.80278, -96.32028. Según la Oficina del Censo de los Estados Unidos, el municipio tiene una superficie total de 99.23 km², de la cual 99,22 km² corresponden a tierra firme y (0 %) 0 km² es agua.

## Demografía
Según el censo de 2010, había 75 personas residiendo en el municipio de Clifton. La densidad de población era de 0,76 hab./km². De los 75 habitantes, el municipio de Clifton estaba compuesto por el 100 % blancos. Del total de la población el 0 % eran hispanos o latinos de cualquier raza.